# Цаудер, Павел Михайлович
Павел Михайлович Цаудер. (1920—2013) — одесский русскоязычный журналист, писатель, краевед.
В 1992 году эмигрировал в Сан-Франциско, США.

## Биография
Родился в Одессе. Окончил геодезический факультет Одесского строительного института (1945).
По специальности инженер геодезист, и в проектном институте союзного значения «Гипропром» проработал 44 года, из которых 25 лет провел в изыскательских экспедициях и командировках от Одессы до Байкала, Закарпатья и Средней Азии, Азербайджана и Коми АССР.
В 1969—1989 начальник отдела.
Встречи и общение с интересными людьми и путешествия подсказывали темы для очерков, публиковавшихся не только в одесских газетах, но и в других городах, где ему приходилось бывать. Печатался также в болгарском филателистическом журнале «Филателен Преглед».
За годы жизни в США печатался в газетах Нью-Йорка («Новое Русское Слово», «Русский Базар» и «Одесский Листок на Гудзоне»), Лос-Анджелеса («Панорама», «Мы и Америка»), Одессы («Всемирные Одесские новости»), Сан-Франциско («Кстати» и «Одесский Листок»).
К двухсотлетнему юбилею родного города Одессы выпустил книгу «Есть город, который…», разошедшуюся за короткий срок. Вторая книга «И божество, и вдохновенье, и жизнь, и слезы, и любовь», посвящена А. С. Пушкину, его лицейским товарищам, жене и детям, друзьям, декабристам и их женам. Третья книга «Это было давно…» — результат многолетних встреч и переписки автора. Продолжение «Одесситы на марках, открытках и конвертах».
Умер в октябре 2013 года.